# Отаман Мельник (бронепоїзд)
Бронепотяг «Отаман Мельник» — панцерний потяг збройних сил УНР.
Побудований на початку 1919 року і складався з поїзда та 4 вагонів.
Комендантом бронепоїзда був поручник Невпораний. Команда складалася з 30 осіб: 10 артилеристів, 18 кулеметників, командир і його помічник. 
Озброєння: дві гармати і 16 кулеметів, 8 кулеметів марки «Максим» і 8 ручних кулеметів «Льюїс».
Брав участь у важких боях проти більшовиків у районі Чуднова та Старокостянтинова.
Бронепотяг знищений власною командою при оточенні біля станції Тарасівка на кордоні Румунії з Україною.

## Залога бронепоїзда
- Невпораний Степан — поручник, комендант бронепоїзда
- Банах — кулеметник
- Паньків Іван — десятник, кулеметник
- Іванюк Петро — артилерист